# 永見武司
永見 武司（ながみ たけし、1953年5月31日 - ）は、元プロ野球審判員で前パシフィック・リーグ審判部長。現日本女子プロ野球リーグ審判部長。山口県出身。

## 来歴・人物
山口県立豊浦高等学校から中央大学を経て1976年パ・リーグ審判部に入局。中央大学時代は空手部に所属していた。審判員袖番号は19。
2002年、藤本典征前審判部長の後を継いで部長に就任したが、2005年に、前川芳男の9年振りという異例の部長（指導員兼任）復帰に伴い部長職を解かれ、審判部参与という肩書きになった。2006年からは、一審判員に戻っている。定年年齢以前に部長を解かれた例は他にはない。
2007年までにオールスターゲームに4回（1984年、1990年、1993年、2001年。1990年第2戦で球審）、日本シリーズに4回（1994年、1995年、1998年、2000年。1994年と2000年第4戦、1998年第6戦でそれぞれ球審）出場している。通算出場試合数は2536試合。
2008年4月23日の千葉ロッテマリーンズ対埼玉西武ライオンズ5回戦（千葉マリンスタジアム）で球審を務め、通算2500試合出場を達成。同年9月23日のオリックス・バファローズ対ロッテ戦（京セラドーム大阪）で球審を務めたのを最後に、同年限りで定年退職した。
2010年4月23日に開幕した独立リーグ・日本女子プロ野球リーグで審判の統括として復帰し、所属審判員の指導をしながら、自らも開幕戦で球審を務めた。
太い眉毛と、球審時に四球のジェスチャー（左手人差し指で軽く一塁を指差す動作。現在このジェスチャーは行わない）を行う事が特徴。他に両リーグを通じて四球のジェスチャーを行うのは佐藤純一だけ。安定したジャッジで関係者やファンからも広く信頼されていた。

## エピソード
- 日本プロ野球史上最後のサスペンデッドゲームとなった、1987年5月23日の南海ホークス対ロッテオリオンズ戦（柏崎市佐藤池野球場）で二塁塁審を務めた。
- 横浜ベイスターズが38年ぶりに日本シリーズを制覇した1998年10月26日の試合（横浜対西武ライオンズ第6戦）の球審を務めた。
- 2004年9月24日、大阪近鉄バファローズとしての本拠地（大阪ドーム）最終戦となった近鉄対西武戦で二塁塁審を務めた。